# Barrancominas
Barrancominas (bzw. Barranco Minas) ist eine kolumbianische Verbandsgemeinde im Departement Guainía, im Osten des Landes. Sie hat 9131 Einwohner und liegt auf 146 m über dem Meeresspiegel.
Die Verbandsgemeinde entstand durch den Zusammenschluss der früheren nicht kommunalisierten Gebiete Barrancominas und Mapiripana.

## Geschichte
Nach Genehmigung durch die Präsidentschaft der Republik und vorheriger Konsultation im Gebiet schuf die Departementsversammlung von Guainía durch die Verordnung 248 von 2019 die Verbandsgemeinde Barrancominas, indem sie das zuvor nicht kommunalisierte Gebiet Mapiripana in ihre Zuständigkeit aufnahm. Die Verordnung ist am 1. Dezember 2019 in Kraft getreten.

## Geografie
Im Osten grenzt die Verbandsgemeinde an Inírida und im Süden an Morichal Nuevo, im Westen an das Departement Guaviare und im Norden an das Corregimiento Güerima der Gemeinde Cumaribo im Departement Vichada.
Sie liegt im Mittellauf des Río Guaviare. Der Raudal de Mapiripaná befindet sich in diesem Gebiet.